# Sandford-on-Thames
Sandford-on-Thames è un villaggio e parrocchia civile dell'Inghilterra, appartenente alla contea dell'Oxfordshire.